# Championnat de France de rugby à XV de 1re division fédérale 2013-2014
Navigation
Fédérale 1 2012-2013 Fédérale 1 2014-2015
Le championnat de France de rugby à XV de 1re division fédérale 2013-2014 voit s'affronter 40 équipes parmi lesquelles deux seront promues en Pro D2 et huit seront reléguées en Fédérale 2.

## Saison régulière

### Règlement
Ce championnat débute par une phase préliminaire regroupant 40 équipes dans 4 poules. Les quatre premiers de chaque poule sont qualifiés pour la phase finale tandis que les deux derniers sont relégués en Fédérale 2.
Les seize qualifiés pour la phase finale s'affrontent en huitièmes de finale en matchs aller-retour. Les quarts et demi-finales se jouent également sur deux matchs et la finale se dispute sur un seul match. Les deux finalistes sont promus en Pro D2.
Pour départager les équipes, les règles suivantes sont utilisées :
1. Nombre de points « terrain »
2. Nombre de jours de suspension, liées aux sanctions sportives, sur l’ensemble des rencontres de la phase considérée
3. Différence de points
4. Différences des essais
5. Plus grand nombre de points marqués.
6. Plus grand nombre d'essais marqués.
7. Nombre de forfaits n'ayant pas entraîné de forfait général.
8. Classement à l'issue de la phase précédente.
9. Place obtenue la saison précédente dans la compétition nationale

### Poule 1
| Club                         | Ville               | Saison 2012-2013                  | Site officiel |
| ---------------------------- | ------------------- | --------------------------------- | ------------- |
| AC Bobigny                   | Bobigny             | Phase de poule                    | Site Officiel |
| US Cognac                    | Cognac              | Promu - F2                        | Site Officiel |
| Stade dijonnais              | Longvic             | Phase de poule                    | Site Officiel |
| Lille MR                     | Lille               | Phase finale - Demi finale        | Site Officiel |
| RC Massy                     | Massy               | Relégué PRO D2                    | Site Officiel |
| Montluçon rugby              | Montluçon           | Phase de poule                    | Site Officiel |
| USO Nevers                   | Nevers              | Phase finale - Quart de finale    | Site Officiel |
| Rugby athlétic club angérien | Saint-Jean-d'Angély | Phase de poule                    | Site Officiel |
| Sporting nazairien rugby     | Saint-Nazaire       | Phase finale - Huitième de finale | Site Officiel |
| RC Vannes                    | Vannes              | Phase de poule                    | Site Officiel |

| Rang | Club                         | J  | V  | N | D  | Bo | Bd | Pm  | Pe  | Diff | Pts |
| ---- | ---------------------------- | -- | -- | - | -- | -- | -- | --- | --- | ---- | --- |
| 1    | RC Massy (R)                 | 18 | 15 | 0 | 3  | 11 | 2  | 577 | 261 | +316 | 73  |
| 2    | USO Nevers                   | 18 | 14 | 0 | 4  | 9  | 2  | 496 | 268 | +228 | 67  |
| 3    | Lille MR                     | 18 | 13 | 2 | 3  | 5  | 2  | 456 | 254 | +202 | 63  |
| 4    | RC Vannes                    | 18 | 9  | 1 | 8  | 2  | 2  | 361 | 342 | +19  | 42  |
| 5    | Saint-Nazaire                | 18 | 8  | 0 | 10 | 2  | 5  | 368 | 396 | -28  | 39  |
| 6    | AC Bobigny                   | 18 | 6  | 0 | 12 | 1  | 5  | 324 | 468 | -144 | 30  |
| 7    | US Cognac (P)                | 18 | 6  | 1 | 11 | 0  | 3  | 274 | 529 | -255 | 29  |
| 8    | Montluçon rugby              | 18 | 7  | 2 | 9  | 2  | 4  | 339 | 356 | -17  | 28* |
| 9    | Rugby athlétic club angérien | 18 | 6  | 0 | 12 | 0  | 2  | 266 | 442 | -176 | 26  |
| 10   | Stade dijonnais              | 18 | 3  | 0 | 15 | 1  | 9  | 288 | 433 | -145 | 22  |

|  | Qualifiés pour les huitièmes de finale (no 1, no 2, no 3, no 4). |
|  | Relégués en Fédérale 2 (no 9, no 10).                            |
|  | P : Promu 2013 ; R : Relégué 2013                                |

- Montluçon pénalisé de 10 points en début de saison pour comptes non conformes.

### Poule 2
| Club                    | Ville            | Saison 2012-2013                  | Site officiel |
| ----------------------- | ---------------- | --------------------------------- | ------------- |
| Pays d'Aix              | Aix-en-Provence  | Relégué PRO D2                    | Site Officiel |
| US Annecy               | Annecy           | Promu - F2                        | Site Officiel |
| Rugby Club Aubenas Vals | Aubenas          | Phase de poule                    | Site Officiel |
| RC Chalonnais           | Chalon-sur-Saône | Phase de poule                    | Site Officiel |
| SO Chambéry             | Chambéry         | Promu - F2                        | Site Officiel |
| AS Mâcon                | Mâcon            | Phase finale - Huitième de finale | Site Officiel |
| US Romans               | Romans-sur-Isère | Phase finale - Quart de finale    | Site Officiel |
| US La Seyne             | La Seyne-sur-Mer | Phase finale - Huitième de finale | Site Officiel |
| ROC La Voulte-Valence   | Valence          | Promu - F2                        | Site Officiel |
| CS Vienne               | Vienne           | Phase de poule                    | Site Officiel |

| Rang | Club                      | J  | V  | N | D  | Bo | Bd | Pm  | Pe  | Diff | Pts |
| ---- | ------------------------- | -- | -- | - | -- | -- | -- | --- | --- | ---- | --- |
| 1    | AS Mâcon                  | 18 | 12 | 0 | 6  | 4  | 6  | 476 | 293 | +183 | 58  |
| 2    | Rugby Club Aubenas Vals   | 18 | 13 | 1 | 4  | 4  | 0  | 407 | 347 | +60  | 58  |
| 3    | Pays d'Aix (R)            | 18 | 12 | 1 | 5  | 3  | 3  | 447 | 290 | +157 | 56  |
| 4    | US La Seyne               | 18 | 11 | 1 | 6  | 1  | 4  | 446 | 327 | +119 | 55  |
| 5    | US Romans                 | 18 | 10 | 2 | 6  | 3  | 1  | 357 | 318 | +39  | 48  |
| 6    | SO Chambéry (P)           | 18 | 9  | 1 | 8  | 2  | 5  | 455 | 404 | +51  | 45  |
| 7    | ROC La Voulte-Valence (P) | 18 | 7  | 0 | 11 | 2  | 5  | 392 | 394 | -2   | 35  |
| 8    | RC Chalonnais             | 18 | 7  | 0 | 11 | 2  | 3  | 321 | 408 | -87  | 33  |
| 9    | CS Vienne                 | 18 | 5  | 0 | 13 | 0  | 5  | 272 | 393 | -121 | 25  |
| 10   | US Annecy (P)             | 18 | 1  | 0 | 17 | 0  | 5  | 209 | 608 | -399 | 9   |

|  | Qualifiés pour les huitièmes de finale (no 1, no 2, no 3, no 4). |
|  | Relégués en Fédérale 2 (no 9, no 10).                            |
|  | P : Promus 2013 ; R Relégué 2013                                 |

### Poule 3
| Club                 | Ville             | Saison 2012-2013                  | Site officiel |
| -------------------- | ----------------- | --------------------------------- | ------------- |
| Stade hendayais      | Hendaye           | Promu - F2                        | Site Officiel |
| Stade langonnais     | Langon            | Phase de poule                    | Site Officiel |
| AS Lavaur            | Lavaur            | Phase de poule                    | Site Officiel |
| Limoges rugby        | Limoges           | Phase de poule                    | Site Officiel |
| CA Lormont           | Lormont           | Promu - F2                        | Site Officiel |
| US Montauban         | Montauban         | Phase finale - Demi finale        | Site Officiel |
| CA Périgueux         | Périgueux         | Phase finale - Quart de finale    | Site Officiel |
| Stade Rodez          | Rodez             | Phase de poule                    | Site Officiel |
| Saint-Jean-de-Luz OR | Saint-Jean-de-Luz | Phase finale - Huitième de finale | Site Officiel |
| SC Tulle             | Tulle             | Promu - F2                        | Site Officiel |

| Rang | Club                 | J  | V  | N | D  | Bo | Bd | Pm  | Pe  | Diff | Pts |
| ---- | -------------------- | -- | -- | - | -- | -- | -- | --- | --- | ---- | --- |
| 1    | US Montauban         | 18 | 18 | 0 | 0  | 12 | 0  | 640 | 196 | +444 | 84  |
| 2    | Stade langonnais     | 18 | 10 | 1 | 7  | 2  | 3  | 392 | 382 | +10  | 47  |
| 3    | Stade Rodez          | 18 | 10 | 0 | 8  | 1  | 4  | 364 | 367 | -3   | 45  |
| 4    | CA Périgueux         | 18 | 8  | 2 | 8  | 1  | 6  | 360 | 347 | +13  | 43  |
| 5    | Saint-Jean-de-Luz OR | 18 | 9  | 1 | 8  | 1  | 4  | 369 | 404 | -35  | 43  |
| 6    | Limoges rugby        | 18 | 8  | 1 | 9  | 1  | 6  | 394 | 363 | +31  | 41  |
| 7    | SC Tulle (P)         | 18 | 8  | 2 | 8  | 0  | 3  | 316 | 382 | -66  | 39  |
| 8    | CA Lormont (P)       | 18 | 6  | 2 | 10 | 0  | 6  | 346 | 421 | -75  | 34  |
| 9    | AS Lavaur            | 18 | 5  | 0 | 13 | 3  | 4  | 272 | 367 | -95  | 27  |
| 10   | Stade hendayais (P)  | 18 | 3  | 1 | 14 | 0  | 4  | 278 | 502 | -224 | 18  |

|  | Qualifiés pour les huitièmes de finale (no 1, no 2, no 3, no 4). |
|  | Relégués en Fédérale 2 (no 9, no 10).                            |
|  | P : Promus 2013                                                  |

### Poule 4
| Club                   | Ville                    | Saison 2012-2013                  | Site officiel |
| ---------------------- | ------------------------ | --------------------------------- | ------------- |
| Stade bagnérais        | Bagnères-de-Bigorre      | Phase de poule                    | Site Officiel |
| Blagnac SCR            | Blagnac                  | Phase de poule                    | Site Officiel |
| Avenir castanéen rugby | Castanet-Tolosan         | Phase finale - Huitième de finale | Site Officiel |
| SA Hagetmautien        | Hagetmau                 | Phase de poule                    | Site Officiel |
| CA Lannemezan          | Lannemezan               | Phase de poule                    | Site Officiel |
| FC Lourdes             | Lourdes                  | Phase de poule                    | Site Officiel |
| SA Mauléon             | Mauléon                  | Promu - F2                        | Site Officiel |
| FC Oloron              | Oloron-Sainte-Marie      | Phase finale - Huitième de finale | Site Officiel |
| Tyrosse RCS            | Saint-Vincent-de-Tyrosse | Phase finale - Quart de finale    | Site Officiel |
| Avenir valencien       | Valence-d'Agen           | Phase finale - Huitième de finale | Site Officiel |

| Rang | Club                   | J  | V  | N | D  | Bo | Bd | Pm  | Pe  | Diff | Pts |
| ---- | ---------------------- | -- | -- | - | -- | -- | -- | --- | --- | ---- | --- |
| 1    | Tyrosse RCS            | 18 | 12 | 2 | 4  | 6  | 3  | 437 | 260 | +177 | 61  |
| 2    | FC Oloron              | 18 | 12 | 4 | 2  | 2  | 2  | 364 | 307 | +57  | 56  |
| 3    | CA Lannemezan          | 18 | 11 | 1 | 6  | 2  | 5  | 361 | 273 | +88  | 53  |
| 4    | Avenir castanéen rugby | 18 | 11 | 0 | 7  | 3  | 5  | 420 | 345 | +75  | 52  |
| 5    | Avenir valencien       | 18 | 11 | 0 | 7  | 3  | 5  | 395 | 287 | +108 | 52  |
| 6    | Stade bagnérais        | 18 | 8  | 0 | 10 | 2  | 8  | 328 | 286 | +42  | 42  |
| 7    | Blagnac SCR            | 18 | 7  | 1 | 10 | 3  | 5  | 360 | 348 | +12  | 38  |
| 8    | SA Mauléon (P)         | 18 | 6  | 0 | 12 | 0  | 3  | 258 | 435 | -177 | 27  |
| 9    | SA Hagetmautien        | 18 | 5  | 0 | 13 | 0  | 2  | 235 | 409 | -174 | 22  |
| 10   | FC Lourdes             | 18 | 4  | 0 | 14 | 0  | 3  | 301 | 509 | -208 | 19  |

|  | Qualifiés pour les huitièmes de finale (no 1, no 2, no 3, no 4). |
|  | Relégués en Fédérale 2 (no 9, no 10).                            |
|  | P : Promus 2013                                                  |

## Phase finale

### Règlement
Le tableau final est organisé de la manière suivante 
 : 

1er Poule 1 - 4e Poule 3

3e Poule 2 - 2e Poule 4

2e Poule 1 - 3e Poule 3

4e Poule 2 - 1er Poule 4

3e Poule 1 - 2e Poule 3

1er Poule 2 - 4e Poule 4

4e Poule 1 - 1er Poule 3

2e Poule 2 - 3e Poule 4

Les huitièmes, quarts et demi-finales se disputent en matchs aller-retour avec match retour chez la meilleure équipe. La finale se déroule sur un match et sur terrain neutre.
Départage des équipes
Pour départager les équipes, les règles suivantes sont utilisées: 

1. Nombre de points « terrain »
2. Nombre de jours de suspension, liées aux sanctions sportives, sur l’ensemble des rencontres de la phase considérée
3. Différence de points
4. Différences des essais
5. Séance de tirs au but

### Tableau
|  | Huitièmes de finale                  | Huitièmes de finale     | Huitièmes de finale |                |    | Quarts de finale | Quarts de finale | Quarts de finale |  |  | Demi-finales      | Demi-finales      | Demi-finales      |  |  | Finale                                           | Finale                                           |
|  |                                      |                         |                     |                |    |                  |                  |                  |  |  |                   |                   |                   |  |  |                                                  |                                                  |
|  | 18 et 27 avril 2014                  | 18 et 27 avril 2014     | 18 et 27 avril 2014 |                |    | 3 et 9 mai 2014  | 3 et 9 mai 2014  | 3 et 9 mai 2014  |  |  | 18 et 24 mai 2014 | 18 et 24 mai 2014 | 18 et 24 mai 2014 |  |  | 7 juin 2014, Stade Jean-Antoine-Moueix, Libourne | 7 juin 2014, Stade Jean-Antoine-Moueix, Libourne |
|  | 18 et 27 avril 2014                  | 18 et 27 avril 2014     | 18 et 27 avril 2014 |                |    | 3 et 9 mai 2014  | 3 et 9 mai 2014  | 3 et 9 mai 2014  |  |  | 18 et 24 mai 2014 | 18 et 24 mai 2014 | 18 et 24 mai 2014 |  |  | 7 juin 2014, Stade Jean-Antoine-Moueix, Libourne | 7 juin 2014, Stade Jean-Antoine-Moueix, Libourne |
|  | 4e poule 3 CA Périgueux              | 15                      | 0                   |                |    | 3 et 9 mai 2014  | 3 et 9 mai 2014  | 3 et 9 mai 2014  |  |  | 18 et 24 mai 2014 | 18 et 24 mai 2014 | 18 et 24 mai 2014 |  |  | 7 juin 2014, Stade Jean-Antoine-Moueix, Libourne | 7 juin 2014, Stade Jean-Antoine-Moueix, Libourne |
|  | 4e poule 3 CA Périgueux              | 15                      | 0                   |                |    | 3 et 9 mai 2014  | 3 et 9 mai 2014  | 3 et 9 mai 2014  |  |  | 18 et 24 mai 2014 | 18 et 24 mai 2014 | 18 et 24 mai 2014 |  |  | 7 juin 2014, Stade Jean-Antoine-Moueix, Libourne | 7 juin 2014, Stade Jean-Antoine-Moueix, Libourne |
|  | 1re poule 1 RC Massy *               | 34                      | 19                  |                |    | 3 et 9 mai 2014  | 3 et 9 mai 2014  | 3 et 9 mai 2014  |  |  | 18 et 24 mai 2014 | 18 et 24 mai 2014 | 18 et 24 mai 2014 |  |  | 7 juin 2014, Stade Jean-Antoine-Moueix, Libourne | 7 juin 2014, Stade Jean-Antoine-Moueix, Libourne |
|  | 1re poule 1 RC Massy *               | 34                      | 19                  | RC Massy *     | 27 | 34               |                  |                  |  |  | 18 et 24 mai 2014 | 18 et 24 mai 2014 | 18 et 24 mai 2014 |  |  | 7 juin 2014, Stade Jean-Antoine-Moueix, Libourne | 7 juin 2014, Stade Jean-Antoine-Moueix, Libourne |
|  | 20 et 27 avril 2014                  |                         |                     | RC Massy *     | 27 | 34               |                  |                  |  |  | 18 et 24 mai 2014 | 18 et 24 mai 2014 | 18 et 24 mai 2014 |  |  | 7 juin 2014, Stade Jean-Antoine-Moueix, Libourne | 7 juin 2014, Stade Jean-Antoine-Moueix, Libourne |
|  |                                      | Pays d'Aix              | 36                  | 14             |    |                  |                  |                  |  |  | 18 et 24 mai 2014 | 18 et 24 mai 2014 | 18 et 24 mai 2014 |  |  | 7 juin 2014, Stade Jean-Antoine-Moueix, Libourne | 7 juin 2014, Stade Jean-Antoine-Moueix, Libourne |
|  | 3e poule 2 Pays d'Aix                | Pays d'Aix              | 36                  | 14             | 24 | 17               |                  |                  |  |  | 18 et 24 mai 2014 | 18 et 24 mai 2014 | 18 et 24 mai 2014 |  |  | 7 juin 2014, Stade Jean-Antoine-Moueix, Libourne | 7 juin 2014, Stade Jean-Antoine-Moueix, Libourne |
|  | 3e poule 2 Pays d'Aix                | 4 et 11 mai 2014        |                     |                | 24 | 17               |                  |                  |  |  | 18 et 24 mai 2014 | 18 et 24 mai 2014 | 18 et 24 mai 2014 |  |  | 7 juin 2014, Stade Jean-Antoine-Moueix, Libourne | 7 juin 2014, Stade Jean-Antoine-Moueix, Libourne |
|  | 2e poule 4 FC Oloron *               | 16                      | 25                  |                |    |                  |                  |                  |  |  | 18 et 24 mai 2014 | 18 et 24 mai 2014 | 18 et 24 mai 2014 |  |  | 7 juin 2014, Stade Jean-Antoine-Moueix, Libourne | 7 juin 2014, Stade Jean-Antoine-Moueix, Libourne |
|  | 2e poule 4 FC Oloron *               | 16                      | 25                  | RC Massy *     | 19 | 17               |                  |                  |  |  |                   |                   |                   |  |  | 7 juin 2014, Stade Jean-Antoine-Moueix, Libourne | 7 juin 2014, Stade Jean-Antoine-Moueix, Libourne |
|  | 20 et 26 avril 2014                  |                         |                     | RC Massy *     | 19 | 17               |                  |                  |  |  |                   |                   |                   |  |  | 7 juin 2014, Stade Jean-Antoine-Moueix, Libourne | 7 juin 2014, Stade Jean-Antoine-Moueix, Libourne |
|  |                                      | Tyrosse RCS             | 21                  | 9              |    |                  |                  |                  |  |  |                   |                   |                   |  |  | 7 juin 2014, Stade Jean-Antoine-Moueix, Libourne | 7 juin 2014, Stade Jean-Antoine-Moueix, Libourne |
|  | 3e poule 3 Stade Rodez               | Tyrosse RCS             | 21                  | 9              | 6  | 24               |                  |                  |  |  |                   |                   |                   |  |  | 7 juin 2014, Stade Jean-Antoine-Moueix, Libourne | 7 juin 2014, Stade Jean-Antoine-Moueix, Libourne |
|  | 3e poule 3 Stade Rodez               | 18 et 24 mai 2014       |                     |                | 6  | 24               |                  |                  |  |  |                   |                   |                   |  |  | 7 juin 2014, Stade Jean-Antoine-Moueix, Libourne | 7 juin 2014, Stade Jean-Antoine-Moueix, Libourne |
|  | 2e poule 1 USO Nevers *              | 22                      | 28                  |                |    |                  |                  |                  |  |  |                   |                   |                   |  |  | 7 juin 2014, Stade Jean-Antoine-Moueix, Libourne | 7 juin 2014, Stade Jean-Antoine-Moueix, Libourne |
|  | 2e poule 1 USO Nevers *              | 22                      | 28                  | USO Nevers     | 25 | 20               |                  |                  |  |  |                   |                   |                   |  |  | 7 juin 2014, Stade Jean-Antoine-Moueix, Libourne | 7 juin 2014, Stade Jean-Antoine-Moueix, Libourne |
|  | 20 et 27 avril 2014                  |                         |                     | USO Nevers     | 25 | 20               |                  |                  |  |  |                   |                   |                   |  |  | 7 juin 2014, Stade Jean-Antoine-Moueix, Libourne | 7 juin 2014, Stade Jean-Antoine-Moueix, Libourne |
|  |                                      | Tyrosse RCS *           | 15                  | 30             |    |                  |                  |                  |  |  |                   |                   |                   |  |  | 7 juin 2014, Stade Jean-Antoine-Moueix, Libourne | 7 juin 2014, Stade Jean-Antoine-Moueix, Libourne |
|  | 4e poule 2 US La Seyne               | Tyrosse RCS *           | 15                  | 30             | 38 | 3                |                  |                  |  |  |                   |                   |                   |  |  | 7 juin 2014, Stade Jean-Antoine-Moueix, Libourne | 7 juin 2014, Stade Jean-Antoine-Moueix, Libourne |
|  | 4e poule 2 US La Seyne               | 4 et 11 mai 2014        |                     |                | 38 | 3                |                  |                  |  |  |                   |                   |                   |  |  | 7 juin 2014, Stade Jean-Antoine-Moueix, Libourne | 7 juin 2014, Stade Jean-Antoine-Moueix, Libourne |
|  | 1re poule 4 Tyrosse RCS *            | 29                      | 17                  |                |    |                  |                  |                  |  |  |                   |                   |                   |  |  | 7 juin 2014, Stade Jean-Antoine-Moueix, Libourne | 7 juin 2014, Stade Jean-Antoine-Moueix, Libourne |
|  | 1re poule 4 Tyrosse RCS *            | 29                      | 17                  | RC Massy       | 14 |                  |                  |                  |  |  |                   |                   |                   |  |  |                                                  |                                                  |
|  | 19 et 26 avril 2014                  |                         |                     | RC Massy       | 14 |                  |                  |                  |  |  |                   |                   |                   |  |  |                                                  |                                                  |
|  |                                      | US Montauban            | 18                  |                |    |                  |                  |                  |  |  |                   |                   |                   |  |  |                                                  |                                                  |
|  | 3e poule 1 Lille MR                  | US Montauban            | 18                  | 38             | 19 |                  |                  |                  |  |  |                   |                   |                   |  |  |                                                  |                                                  |
|  | 3e poule 1 Lille MR                  |                         |                     | 38             | 19 |                  |                  |                  |  |  |                   |                   |                   |  |  |                                                  |                                                  |
|  | 2e poule 3 Stade langonnais *        | 15                      | 15                  |                |    |                  |                  |                  |  |  |                   |                   |                   |  |  |                                                  |                                                  |
|  | 2e poule 3 Stade langonnais *        | 15                      | 15                  | Lille MR       | 20 | 16               |                  |                  |  |  |                   |                   |                   |  |  |                                                  |                                                  |
|  | 19 et 27 avril 2014                  |                         |                     | Lille MR       | 20 | 16               |                  |                  |  |  |                   |                   |                   |  |  |                                                  |                                                  |
|  |                                      | AS Mâcon *              | 15                  | 12             |    |                  |                  |                  |  |  |                   |                   |                   |  |  |                                                  |                                                  |
|  | 4e poule 4 Avenir castanéen rugby    | AS Mâcon *              | 15                  | 12             | 16 | 11               |                  |                  |  |  |                   |                   |                   |  |  |                                                  |                                                  |
|  | 4e poule 4 Avenir castanéen rugby    | 4 et 11 mai 2014        |                     |                | 16 | 11               |                  |                  |  |  |                   |                   |                   |  |  |                                                  |                                                  |
|  | 1re poule 2 AS Mâcon *               | 19                      | 25                  |                |    |                  |                  |                  |  |  |                   |                   |                   |  |  |                                                  |                                                  |
|  | 1re poule 2 AS Mâcon *               | 19                      | 25                  | Lille MR       | 17 | 12               |                  |                  |  |  |                   |                   |                   |  |  |                                                  |                                                  |
|  | 19 et 26 avril 2014                  |                         |                     | Lille MR       | 17 | 12               |                  |                  |  |  |                   |                   |                   |  |  |                                                  |                                                  |
|  |                                      | US Montauban *          | 12                  | 35             |    |                  |                  |                  |  |  |                   |                   |                   |  |  |                                                  |                                                  |
|  | 4e poule 1 RC Vannes                 | US Montauban *          | 12                  | 35             | 13 | 0                |                  |                  |  |  |                   |                   |                   |  |  |                                                  |                                                  |
|  | 4e poule 1 RC Vannes                 |                         |                     |                | 13 | 0                |                  |                  |  |  |                   |                   |                   |  |  |                                                  |                                                  |
|  | 1re poule 3 US Montauban *           | 16                      | 32                  |                |    |                  |                  |                  |  |  |                   |                   |                   |  |  |                                                  |                                                  |
|  | 1re poule 3 US Montauban *           | 16                      | 32                  | US Montauban * | 20 | 31               |                  |                  |  |  |                   |                   |                   |  |  |                                                  |                                                  |
|  | 20 et 27 avril 2014                  |                         |                     | US Montauban * | 20 | 31               |                  |                  |  |  |                   |                   |                   |  |  |                                                  |                                                  |
|  |                                      | Rugby Club Aubenas Vals | 19                  | 11             |    |                  |                  |                  |  |  |                   |                   |                   |  |  |                                                  |                                                  |
|  | 3e poule 4 CA Lannemezan             | Rugby Club Aubenas Vals | 19                  | 11             | 24 | 14               |                  |                  |  |  |                   |                   |                   |  |  |                                                  |                                                  |
|  | 3e poule 4 CA Lannemezan             |                         |                     |                | 24 | 14               |                  |                  |  |  |                   |                   |                   |  |  |                                                  |                                                  |
|  | 2e poule 2 Rugby Club Aubenas Vals * | 23                      | 39                  |                |    |                  |                  |                  |  |  |                   |                   |                   |  |  |                                                  |                                                  |
|  | 2e poule 2 Rugby Club Aubenas Vals * | 23                      | 39                  |                |    |                  |                  |                  |  |  |                   |                   |                   |  |  |                                                  |                                                  |

* Équipe recevant au match retour

### Détail des matchs
Entre parenthèses, le nombre de points terrain de chaque match.

#### Huitièmes de finale
| Équipes                                 | Match aller | Match retour | Départage      | Départage           | Départage              | Départage             |
| Équipes                                 | Match aller | Match retour | Points terrain | Jours de suspension | Différence de points   | Différence des essais |
| --------------------------------------- | ----------- | ------------ | -------------- | ------------------- | ---------------------- | --------------------- |
| CA Périgueux - RC Massy                 | 15-34 (0-4) | 0-19 (0-5)   | 0-9            |                     |                        |                       |
| Pays d'Aix - FC Oloron                  | 24-16 (4-0) | 17-25 (0-4)  | 4-4            | 0                   | 0, score cumulé 41-41  | 3-2                   |
| Stade Rodez - USO Nevers                | 6-22 (0-4)  | 24-28 (1-4)  | 1-8            |                     |                        |                       |
| US La Seyne - Tyrosse RCS               | 38-29 (5-0) | 3-17 (0-5)   | 5-5            | 0                   | +5, score cumulé 41-46 |                       |
| Lille MR - Stade langonnais             | 38-15 (5-0) | 19-15 (4-1)  | 9-1            |                     |                        |                       |
| Avenir castanéen rugby - AS Mâcon       | 16-19 (1-4) | 11-25 (0-4)  | 1-8            |                     |                        |                       |
| RC Vannes - US Montauban                | 13-16 (1-4) | 0-32 (0-5)   | 1-9            |                     |                        |                       |
| CA Lannemezan - Rugby Club Aubenas Vals | 24-23 (4-1) | 14-39 (0-5)  | 4-6            |                     |                        |                       |

#### Quarts de finale
| Équipes                                | Match aller | Match retour | Départage      | Départage           | Départage             | Départage             |
| Équipes                                | Match aller | Match retour | Points terrain | Jours de suspension | Différence de points  | Différence des essais |
| -------------------------------------- | ----------- | ------------ | -------------- | ------------------- | --------------------- | --------------------- |
| Pays d'Aix - RC Massy                  | 36-27 (4-0) | 14-34 (0-5)  | 4-5            |                     |                       |                       |
| USO Nevers - Tyrosse RCS               | 25-15 (4-0) | 20-30 (0-4)  | 4-4            | 0                   | 0, score cumulé 45-45 | 2-5                   |
| Lille MR - AS Mâcon                    | 20-15 (4-1) | 16-12 (4-1)  | 8-2            |                     |                       |                       |
| Rugby Club Aubenas Vals - US Montauban | 19-20 (1-4) | 11-31 (0-4)  | 1-8            |                     |                       |                       |

#### Demi-finales
| Équipes                 | Match aller | Match retour | Départage      |
| Équipes                 | Match aller | Match retour | Points terrain |
| ----------------------- | ----------- | ------------ | -------------- |
| Tyrosse RCS - RC Massy  | 21-19 (4-1) | 9-17 (0-4)   | 4-5            |
| Lille MR - US Montauban | 17-12 (4-1) | 12-35 (0-4)  | 4-5            |

#### Finale
| 7 juin 2014 15h00 | RC Massy                                                                               | 14 - 18 (9 - 7) | US Montauban | Stade Jean-Antoine-Moueix, Libourne 4 500 spectateurs Arbitre : Sébastien Minéry |
| 7 juin 2014 15h00 | Essai(s) : Dadunashvili (66e) Pénalité(s) : Hickey 2 (12e, 39e) Drop(s) : Hickey (21e) |                 | Essai(s) : Vaotoa (14e), Ruel-Gallay (41e) Transformation(s) : Laplace (14e) Pénalité(s) : Laplace (46e), Cazeaux (77e) | Stade Jean-Antoine-Moueix, Libourne 4 500 spectateurs Arbitre : Sébastien Minéry |
| 7 juin 2014 15h00 |                                                                                        |                 | | Stade Jean-Antoine-Moueix, Libourne 4 500 spectateurs Arbitre : Sébastien Minéry |

## Promotions et relégations

### Clubs promus en Pro D2
- US Montauban
- RC Massy

### Clubs relégués de Pro D2 en Fédérale 1
- FC Auch
- US Bressane

### Clubs relégués en Fédérale 2
- Rugby athlétic club angérien
- Stade dijonnais
- CS Vienne
- AS Lavaur
- Stade hendayais
- SA Hagetmautien
- FC Lourdes

### Club relégué en Fédérale 3
- US Annecy relégué financièrement en 3e division fédérale par la DNACG[3],[4]